# Precz z komuną

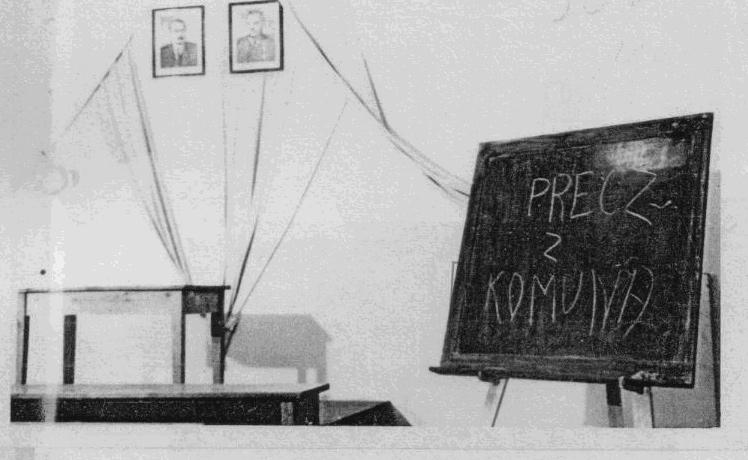
Hasło „Precz z komuną” napisane na tablicy sali wykładowej w Katolickim Uniwersytecie Lubelskim, kwiecień 1950 r.

Precz z komuną – polskie hasło antykomunistyczne, używane od czasów dwudziestolecia międzywojennego przez przeciwników ideologii komunistycznych. Największą popularność zdobyło w okresie PRL-u wśród działaczy opozycji i protestujących obywateli. Slogan ten przybierał różne formy – skandowanego okrzyku, napisanego na murze graffiti, napisu na ulotce bądź plakacie albo tytułu książki lub filmu.

## Historia
Hasło to narodzić się miało w czasach II Rzeczypospolitej. Używane było w środowisku endeckim.
Po II wojnie światowej hasło to znane było wśród żołnierzy wyklętych z Narodowych Sił Zbrojnych. Poza niezłomnymi stosowali je też uczestnicy protestów z lat 40., 50. (np. w trakcie Poznańskiego Czerwca), 60. (w obliczu interwencji Układu Warszawskiego w Czechosłowacji albo Marca '68), 70. (w reakcji na Wydarzenia grudniowe) i 80. (m.in. w związku ze stanem wojennym), tj. od początku do końca istnienia Polski Ludowej. Wtedy też na stałe trafiło to hasło do powszechnej świadomości społeczeństwa polskiego.
Slogan „precz z komuną” funkcjonuje w sferze publicznej również po transformacji systemowej w Polsce, chociaż w częściowo zmienionym kontekście. Wykorzystywane jest jako hasło dopingujące walkę z reliktowymi elementami poprzedniego systemu jak pomniki gloryfikujące system komunistyczny i jego elementy albo służy do atakowania przeciwników politycznych, oskarżanych o bycie „żywymi reliktami” komunizmu w Polsce.

## W kinematografii
- „Precz z komuną” – fabularyzowany dokument z 2021 roku, opowiadający historię Niezależnego Zrzeszenia Studentów[13][31].